# Nothocasis
Nothocasis là một chi bướm đêm thuộc họ Geometridae.

## Các loài
- Nothocasis bellaria (Leech, 1897)
- Nothocasis sertata (Hübner, 1817)